# Gualba
Gualba ist eine katalanische Gemeinde in der Provinz Barcelona im Nordosten Spaniens. Sie liegt in der Comarca Vallès Oriental.

## Städtepartnerschaft
Gualba unterhält eine Partnerschaft mit der französischen Gemeinde Lamanon.